# Інтеграл Гаусса

Графік f(x) = e−x^{2} і площа між функцією та x-віссю, що дорівнює √π.

Інтеграл Гаусса, також відомий як інтеграл Ейлера-Пуассона — це інтеграл функції Гаусса e−x2 над усією областю дійсних чисел. Названий на честь німецького математика Карла Фрідріха Гаусса, і має вигляд
{\displaystyle \int _{-\infty }^{\infty }e^{-x^{2}}\,dx={\sqrt {\pi }}.}
Абрахам де Муавр першим відкрив цей тип інтегралів у 1733~р. Тоді як Гаусс опублікував точний інтеграл у 1809 р. Інтеграл має широкий спектр застосувань. Наприклад, за допомогою простої заміни змінних, використовується для обчислення нормалізуючої константи нормального розподілу. Цей же інтеграл з фіксованими межами тісно пов'язаний як з функцією помилок так і з кумулятивною функцією нормального розподілу. У фізиці цей тип інтеграла часто з'являється, наприклад, в квантовій механіці, при знаходженні густини ймовірності основного стану гармонічного осцилятора. Цей інтеграл також використовується в означенні інтегралу вздовж траєкторії для знаходження функції поширення гармонічного осцилятора, а також у статистичній механіці
для знаходження функції розбиття.
Хоча функцію помилок не можна представити елементарними функціями,
як це можна довести за допомогою
алгоритму Ріша, все ж інтеграл Гаусса можна обчислити аналітичними методами аналізу функцій багатьох змінних. Тобто, невизначений інтеграл
{\displaystyle \int e^{-x^{2}}\,dx,}
не інтегрується в елементарних функціях,
але визначений інтеграл
{\displaystyle \int _{-\infty }^{\infty }e^{-x^{2}}\,dx}
можна обчислити. Визначений інтеграл довільної функції Гаусса дорівнює
{\displaystyle \int _{-\infty }^{\infty }e^{-a(x+b)^{2}}\,dx={\sqrt {\frac {\pi }{a}}}.}

## Обчислення

### В полярних координатах
Стандартний спосіб обчислення інтеграла Гаусса, що був запропонований Пуассоном, базується на використанні наступної властивості: базується на використанні наступної властивості:
{\displaystyle \left(\int _{-\infty }^{\infty }e^{-x^{2}}\,dx\right)^{2}=\int _{-\infty }^{\infty }e^{-x^{2}}\,dx\int _{-\infty }^{\infty }e^{-y^{2}}\,dy=\int _{-\infty }^{\infty }\int _{-\infty }^{\infty }e^{-(x^{2}+y^{2})}\,dx\,dy.}
Розглянемо функцію {\displaystyle e^{-(x^{2}+y^{2})}=e^{-r^{2}}} у просторі {\displaystyle \mathbb {R} ^{2}}, та обчислимо інтеграл від неї двома способами.:
1. З однієї сторони, як подвійний інтеграл в декартовій системі координат, він  дорівнює квадрат інтеграла Гаусса:
{\displaystyle \left(\int e^{-x^{2}}\,dx\right)^{2};}
2. З іншої сторони, за допомогою методу знаходження об'єму тіла обертання (випадок подвійного інтеграла у полярних координатах),  цей інтеграл дорівнює {\displaystyle \pi }

З цих двох обчислень отримаємо шукане значення для інтеграла Гаусса, хоча при цьому слід подбати про відповідні невласні інтеграли:
{\displaystyle {\begin{aligned}\iint _{\mathbf {R} ^{2}}e^{-(x^{2}+y^{2})}dx\,dy&=\int _{0}^{2\pi }\int _{0}^{\infty }e^{-r^{2}}r\,dr\,d\theta \\[6pt]&=2\pi \int _{0}^{\infty }re^{-r^{2}}\,dr\\[6pt]&=2\pi \int _{-\infty }^{0}{\tfrac {1}{2}}e^{s}\,ds&&s=-r^{2}\\[6pt]&=\pi \int _{-\infty }^{0}e^{s}\,ds\\[6pt]&=\pi (e^{0}-e^{-\infty })\\[6pt]&=\pi ,\end{aligned}}}
де множник  r-якобіан, який з'являється при переході до полярних координат у подвійному інтегралі (r dr dθ - стандартна міра на площині записана в полярних координатах , і інтегрування включає заміну s = −r2, а тому ds = −2r dr.
Таким чином,
{\displaystyle \left(\int _{-\infty }^{\infty }e^{-x^{2}}\,dx\right)^{2}=\pi ,}
Тоді:
{\displaystyle \int _{-\infty }^{\infty }e^{-x^{2}}\,dx={\sqrt {\pi }}}.

#### Повне доведення
Для обґрунтування невласних подвійних інтегралів та прирівнювання двох співвідношень, розпочнемо з апроксимуючої функції:
{\displaystyle I(a)=\int _{-a}^{a}e^{-x^{2}}dx.}
Якби інтеграл
{\displaystyle \int _{-\infty }^{\infty }e^{-x^{2}}\,dx}
був би абсолютно збіжним, то ми б отримали головне значення інтеграла за Коші,тобто границя
{\displaystyle \lim _{a\to \infty }I(a)}
співпадала б з інтегралом
{\displaystyle \int _{-\infty }^{\infty }e^{-x^{2}}\,dx.}
Щоб побачити це врахуємо, що
{\displaystyle \int _{-\infty }^{\infty }|e^{-x^{2}}|\,dx<\int _{-\infty }^{-1}-xe^{-x^{2}}\,dx+\int _{-1}^{1}e^{-x^{2}}\,dx+\int _{1}^{\infty }xe^{-x^{2}}\,dx<\infty .}
Таким чином, для обчислення інтеграла
{\displaystyle \int _{-\infty }^{\infty }e^{-x^{2}}\,dx}
потрібно знайти границю
{\displaystyle \lim _{a\to \infty }I(a)}.
Підносячи  {\displaystyle I(a)} до квадрату, отримаємо
{\displaystyle {\begin{aligned}I^{2}(a)&=\left(\int _{-a}^{a}e^{-x^{2}}\,dx\right)\left(\int _{-a}^{a}e^{-y^{2}}\,dy\right)\\[6pt]&=\int _{-a}^{a}\left(\int _{-a}^{a}e^{-y^{2}}\,dy\right)\,e^{-x^{2}}\,dx\\[6pt]&=\int _{-a}^{a}\int _{-a}^{a}e^{-(x^{2}+y^{2})}\,dy\,dx.\end{aligned}}}
Використовуючи теорему Фубіні, вищевказаний подвійний інтеграл можна розглядати як поверхневий інтеграл
{\displaystyle \iint _{[-a,a]\times [-a,a]}e^{-(x^{2}+y^{2})}\,d(x,y),}
взятий над квадратом з вершинами {(−a, a), (a, a), (a, −a), (−a, −a)} на площині xy.
Оскільки, для всіх дійсних чисел, експоненціальна функція більша за 0, то звідси випливає,
що інтеграл, взятий над вписаним кругом,
повинен бути меншим за {\displaystyle I(a)^{2}}, і аналогічно інтеграл, взятий над описаним кругом,
повинен бути більшим ніж {\displaystyle I(a)^{2}}. Інтеграли над двома кругами легко обчислити, перейшовши від декартової системи координат
до полярної системи координат:
{\displaystyle {\begin{aligned}x&=r\cos \theta \\y&=r\sin \theta \end{aligned}}}
{\displaystyle \mathbf {J} (r,\theta )={\begin{bmatrix}{\dfrac {\partial x}{\partial r}}&{\dfrac {\partial x}{\partial \theta }}\\[1em]{\dfrac {\partial y}{\partial r}}&{\dfrac {\partial y}{\partial \theta }}\end{bmatrix}}={\begin{bmatrix}\cos \theta &-r\sin \theta \\\sin \theta &r\cos \theta \end{bmatrix}}}
{\displaystyle d(x,y)=|J(r,\theta )|d(r,\theta )=r\,d(r,\theta ).}
{\displaystyle \int _{0}^{2\pi }\int _{0}^{a}re^{-r^{2}}\,dr\,d\theta <I^{2}(a)<\int _{0}^{2\pi }\int _{0}^{a{\sqrt {2}}}re^{-r^{2}}\,dr\,d\theta .}
(Див. Полярні координати з декартових координат щодо відповідних перетворень.)
Після інтегрування отримуємо
{\displaystyle \pi (1-e^{-a^{2}})<I^{2}(a)<\pi (1-e^{-2a^{2}}).}
За теоремою про двох поліцейських, отримаємо значення інтеграла Гаусса:
{\displaystyle \int _{-\infty }^{\infty }e^{-x^{2}}\,dx={\sqrt {\pi }}.}

### У декартових координатах
Інша техніка, яка сходить до Лапласа (1812), , полягає в наступному. Покладемо
{\displaystyle {\begin{aligned}y&=xs\\dy&=x\,ds.\end{aligned}}}
Оскільки границі відносно s приy → ±∞ , залежать від знаку x, то для спрощення обчислень використовуємо той факт, що e−x2 є парною функцією і, отже, інтеграл на множині всіх дійсних чисел удвічі більший ніж інтеграл від нуля до нескінченності:
{\displaystyle \int _{-\infty }^{\infty }e^{-x^{2}}\,dx=2\int _{0}^{\infty }e^{-x^{2}}\,dx.}
Таким чином, при x ≥ 0, для змінних y and s маємо однакові границі. Тобто,
{\displaystyle {\begin{aligned}I^{2}&=4\int _{0}^{\infty }\int _{0}^{\infty }e^{-(x^{2}+y^{2})}dy\,dx\\[6pt]&=4\int _{0}^{\infty }\left(\int _{0}^{\infty }e^{-(x^{2}+y^{2})}\,dy\right)\,dx\\[6pt]&=4\int _{0}^{\infty }\left(\int _{0}^{\infty }e^{-x^{2}(1+s^{2})}x\,ds\right)\,dx\\[6pt]&=4\int _{0}^{\infty }\left(\int _{0}^{\infty }e^{-x^{2}(1+s^{2})}x\,dx\right)\,ds\\[6pt]&=4\int _{0}^{\infty }\left[{\frac {1}{-2(1+s^{2})}}e^{-x^{2}(1+s^{2})}\right]_{x=0}^{x=\infty }\,ds\\[6pt]&=4\left({\frac {1}{2}}\int _{0}^{\infty }{\frac {ds}{1+s^{2}}}\right)\\[6pt]&=2{\Big [}\arctan s{\Big ]}_{0}^{\infty }\\[6pt]&=\pi .\end{aligned}}}
Отже, як і очікувалося, {\displaystyle I={\sqrt {\pi }}}.

## Зв'язок з гамма-функцією
Підінтегральна функція - це парна функція, тому
{\displaystyle \int _{-\infty }^{\infty }e^{-x^{2}}dx=2\int _{0}^{\infty }e^{-x^{2}}dx}
Таким чином, цей інтеграл після заміни змінної {\displaystyle x={\sqrt {t}}} перетворюється на інтеграл Ейлера:
{\displaystyle 2\int _{0}^{\infty }e^{-x^{2}}dx=2\int _{0}^{\infty }{\frac {1}{2}}\ e^{-t}\ t^{-{\frac {1}{2}}}dt=\Gamma \left({\frac {1}{2}}\right)={\sqrt {\pi }}}
де {\displaystyle \Gamma (z)=\int _{0}^{\infty }t^{z-1}e^{-t}dt} гамма-функція. Це показує, чому факторіал напівцілого числа є раціональним, домножиним на {\displaystyle {\sqrt {\pi }}}. У загальному випадку,
{\displaystyle \int _{0}^{\infty }x^{n}e^{-ax^{b}}dx={\frac {\Gamma \left((n+1)/b\right)}{ba^{(n+1)/b}}},}
який можна отримати виконавши заміну {\displaystyle t=ax^{b}} в підінтегральній функції гамма-функції:
{\displaystyle \Gamma (z)=a^{z}b\int _{0}^{\infty }x^{bz-1}{\rm {e}}^{-ax^{b}}{\rm {d}}x}.

## Узагальнення

### Інтеграл функції Гаусса
Результатом обчислення інтеграла довільної функції Гаусса є
{\displaystyle \int _{-\infty }^{\infty }e^{-a(x+b)^{2}}\,dx={\sqrt {\frac {\pi }{a}}}.}
Альтернативною формою є
{\displaystyle \int _{-\infty }^{\infty }e^{-ax^{2}+bx+c}\,dx={\sqrt {\frac {\pi }{a}}}\,e^{{\frac {b^{2}}{4a}}+c}.}
Ця форма корисна для обчислення математичних сподівань деяких неперервних розподілів,
пов'язаних із нормальним розподілом, наприклад, для логнормального розподілу.

### n-мірне та функціональне узагальнення
Припустимо, A - симетрична, додатньо визначена (отже, має обернену) матриця n × n  яка є оберненою до коваріаційної матриці. Тому,
{\displaystyle \int _{-\infty }^{\infty }\exp {\left(-{\frac {1}{2}}\sum \limits _{i,j=1}^{n}A_{ij}x_{i}x_{j}\right)}\,d^{n}x=\int _{-\infty }^{\infty }\exp {\left(-{\frac {1}{2}}x^{T}Ax\right)}\,d^{n}x={\sqrt {\frac {(2\pi )^{n}}{\det A}}}={\sqrt {\frac {1}{\det(A/2\pi )}}}={\sqrt {\det(2\pi A^{-1})}}}
де інтеграл розуміється над Rn.  Цей факт застосовується при дослідженні багатовимірного нормального розподілу. Також
{\displaystyle \int x_{k_{1}}\cdots x_{k_{2N}}\,\exp {\left(-{\frac {1}{2}}\sum \limits _{i,j=1}^{n}A_{ij}x_{i}x_{j}\right)}\,d^{n}x={\sqrt {\frac {(2\pi )^{n}}{\det A}}}\,{\frac {1}{2^{N}N!}}\,\sum _{\sigma \in S_{2N}}(A^{-1})_{k_{\sigma (1)}k_{\sigma (2)}}\cdots (A^{-1})_{k_{\sigma (2N-1)}k_{\sigma (2N)}}}
де σ - перестановка множин {1, ..., 2N}, а додатковий коефіцієнт у правій частині -
```
це сума за всіма комбінаторними парами множини {1, ..., 2
N
} з 
N
 копій матриці 
A
−1
.
```

Крім того,
{\displaystyle \int f({\vec {x}})\exp {\left(-{\frac {1}{2}}\sum \limits _{i,j=1}^{n}A_{ij}x_{i}x_{j}\right)}d^{n}x={\sqrt {(2\pi )^{n} \over \det A}}\,\left.\exp {\left({1 \over 2}\sum \limits _{i,j=1}^{n}(A^{-1})_{ij}{\partial  \over \partial x_{i}}{\partial  \over \partial x_{j}}\right)}f({\vec {x}})\right|_{{\vec {x}}=0}}
для деякої аналітичної функції f, за умови,
що вона задовольняє деяким відповідним обмеженням щодо свого зростання та деяким іншим технічним критеріям.
(Для деяких функцій вона працює, наприклад, для поліномів. А для деяких - ні.)
Піднесення до степеня диференціальним оператором розуміється в сенсі степеневих рядів.
```
Хоча функціональні інтеграли не мають чіткого означення (або навіть їх неможливо строго обчислити в більшості випадків),
```

проте ми можемо визначити функціональний інтеграл Гаусса аналогічно скінченновимірному випадку.
Але проблема все ж залишається, оскільки {\displaystyle (2\pi )^{\infty }}  є нескінченністю,
а також  функціональний детермінант буде нескінченним у загальному випадку. Проте це можна обійти, якщо розглянути відношення:
{\displaystyle {\frac {\int f(x_{1})\cdots f(x_{2N})\exp \left[{-\iint {\frac {1}{2}}A(x_{2N+1},x_{2N+2})f(x_{2N+1})f(x_{2N+2})d^{d}x_{2N+1}d^{d}x_{2N+2}}\right]{\mathcal {D}}f}{\int \exp \left[{-\iint {\frac {1}{2}}A(x_{2N+1},x_{2N+2})f(x_{2N+1})f(x_{2N+2})d^{d}x_{2N+1}d^{d}x_{2N+2}}\right]{\mathcal {D}}f}}={\frac {1}{2^{N}N!}}\sum _{\sigma \in S_{2N}}A^{-1}(x_{\sigma (1)},x_{\sigma (2)})\cdots A^{-1}(x_{\sigma (2N-1)},x_{\sigma (2N)}).}
В позначеннях ДеВіта це співвідношення виглядає аналогічно скінченновимірному випадку.

### n- мірний з лінійним членом
```
Якщо 
A
 знову є  симметричною, додатньо визначеною  матрицею, тоді (при умові, що всі вектори є вектор-стовпцями):
```

{\displaystyle \int e^{-{\frac {1}{2}}\sum \limits _{i,j=1}^{n}A_{ij}x_{i}x_{j}+\sum \limits _{i=1}^{n}B_{i}x_{i}}d^{n}x=\int e^{-{\frac {1}{2}}{\vec {x}}^{T}\mathbf {A} {\vec {x}}+{\vec {B}}^{T}{\vec {x}}}d^{n}x={\sqrt {\frac {(2\pi )^{n}}{\det {A}}}}e^{{\frac {1}{2}}{\vec {B}}^{T}\mathbf {A} ^{-1}{\vec {B}}}.}

### Інтеграли подібної форми
{\displaystyle \int _{0}^{\infty }x^{2n}e^{-{\frac {x^{2}}{a^{2}}}}\,dx={\sqrt {\pi }}{\frac {a^{2n+1}(2n-1)!!}{2^{n+1}}}}
{\displaystyle \int _{0}^{\infty }x^{2n+1}e^{-{\frac {x^{2}}{a^{2}}}}\,dx={\frac {n!}{2}}a^{2n+2}}
{\displaystyle \int _{0}^{\infty }x^{2n}e^{-ax^{2}}\,dx={\frac {(2n-1)!!}{a^{n}2^{n+1}}}{\sqrt {\frac {\pi }{a}}}}
{\displaystyle \int _{0}^{\infty }x^{2n+1}e^{-ax^{2}}\,dx={\frac {n!}{2a^{n+1}}}}
{\displaystyle \int _{0}^{\infty }x^{n}e^{-ax^{2}}\,dx={\frac {\Gamma ({\frac {n+1}{2}})}{2a^{\frac {n+1}{2}}}}}
Де {\displaystyle n} - натуральне  число, {\displaystyle !!} - подвійний факторіал.
Простий спосіб їх отримання --- це диференціювання під знаком інтеграла:
{\displaystyle {\begin{aligned}\int _{-\infty }^{\infty }x^{2n}e^{-\alpha x^{2}}\,dx&=\left(-1\right)^{n}\int _{-\infty }^{\infty }{\frac {\partial ^{n}}{\partial \alpha ^{n}}}e^{-\alpha x^{2}}\,dx=\left(-1\right)^{n}{\frac {\partial ^{n}}{\partial \alpha ^{n}}}\int _{-\infty }^{\infty }e^{-\alpha x^{2}}\,dx\\[6pt]&={\sqrt {\pi }}\left(-1\right)^{n}{\frac {\partial ^{n}}{\partial \alpha ^{n}}}\alpha ^{-{\frac {1}{2}}}={\sqrt {\frac {\pi }{\alpha }}}{\frac {(2n-1)!!}{\left(2\alpha \right)^{n}}}\end{aligned}}}
Також можна використовувати інтегрувати частинами та знайти відповідне рекурентне співвідношення.

### Поліноми вищих порядів
Використання лінійної заміни базису показує, що інтеграл експоненти, в степені якої однорідний многочлен від n - змінних, може залежати тільки від {\displaystyle SL(n)} - інваріантів многочлена. Одним з таких інваріантів є дискримінант,
нулі якого позначають особливості інтеграла. Проте інтеграл також може залежати від других інваріантів.
```
Експоненту, в степені якої другі парні многочлени, можна чисельно обчислити за допомогою рядів.
```

Вони можуть бути інтерпритовані як формальные обчислення, коли немає збіжності.
Наприклад, обчислення інтеграла від експоненти, в степені якої поліном четвертого порядку, має вигляд:
{\displaystyle \int _{-\infty }^{\infty }e^{ax^{4}+bx^{3}+cx^{2}+dx+f}\,dx={\frac {1}{2}}e^{f}\sum _{\begin{smallmatrix}n,m,p=0\\n+p=0\mod 2\end{smallmatrix}}^{\infty }{\frac {b^{n}}{n!}}{\frac {c^{m}}{m!}}{\frac {d^{p}}{p!}}{\frac {\Gamma \left({\frac {3n+2m+p+1}{4}}\right)}{(-a)^{\frac {3n+2m+p+1}{4}}}}.}
Вимога до того, щобn + p = 0 та те, що остача від ділення дорівнює 2 (mod 2) полягає в тому, що інтеграл від  −∞ до 0 дає множник 
(−1)n+p/2, а інтеграл від 0 до +∞ дає множник 1/2 кожного разу. 
Ці інтеграли з'являються в таких областях, як квантова теорія поля.